# أحمد يسلم زبير
أحمد يسلم خميس زبير هو شاعر وفنان يمني، لقب ب(بدوي). ولد عام 1950 في شبام في محافظة حضرموت. درس الابتدائية والإعدادية في شبام. بدأ حياته العملية موظفاً في شركة المياه، ثم في إدارة البريد في شبام. بدأ ميوله الفني أثناء دراسته. تعلم العزف على الشبابه والمدروف، ثم على العود والكمان. وهو من مؤسسي الفرقة الموسيقية التابعة لمركز الشام. وهو أيضاً عضو في اتحاد الموسيقيين والفنانين اليمنيين. أول تسجيل له كان في 1973 لاستيديوهات الساحل. كانت له مشاركات دولية حيث دُعي إلى فرنسا وبريطانيا وسجل له التلفزيون الألماني ثلاث أغاني وآخر مشاركة له كانت في الولايات المتحدة بدعوة من المعهد الموسيقي العالمي في مارس من العام 2000.